# 페친 (알바니아)

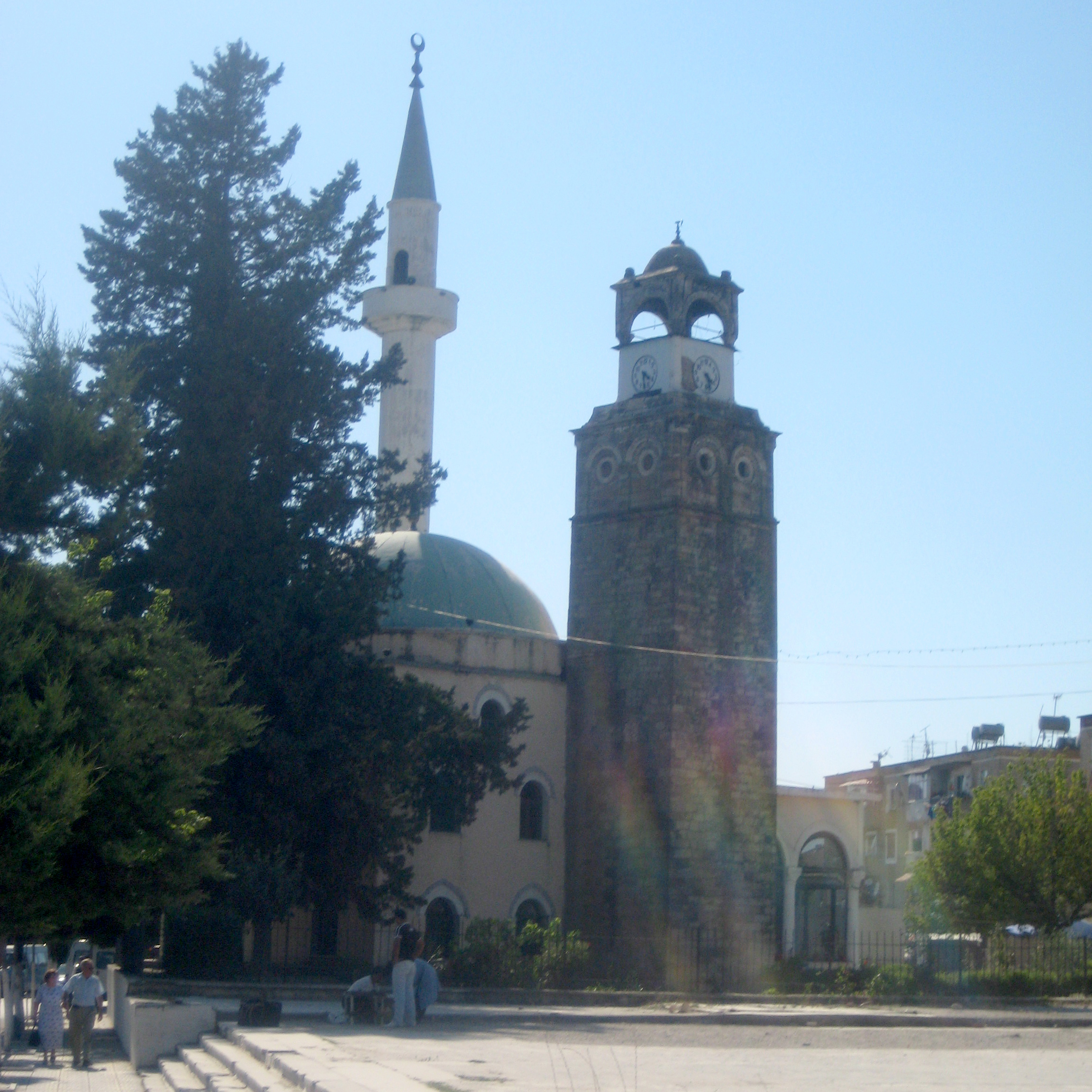
페친에 있는 모스크와 시계탑

페친(알바니아어: Peqin) 또는 페치니(알바니아어: Peqini)는 알바니아 중부에 위치한 도시로, 엘바산 주에 속하는 현인 페친현의 현청 소재지이며 인구는 약 10,000명이다. 고대에는 클라우디아나(Claudiana)라고 불렀으며 현재의 도시 이름은 오스만 제국 시대의 이름인 베클레인(Bekleyin)에서 유래된 이름이다.